# گنجشک عبد الکوری
گنجشک عبد الکوری (نام علمی: Passer hemileucus) نام یک گونه از سرده گنجشک‌های راستین است.
گنجشک عبد الکوری یک پرنده بومی در سرزمین کوچک عبد الکوری در مجمع‌الجزایر سقطرا در اقیانوس هند است.